# Золота Сова
Золота Сова (нід. De Gouden Uil Literatuurprijs) — бельгійська літературна премія, яку присуджують за літературні твори, написані нідерландською мовою. Одна з найзначніших премій для літератури нідерландською мовою, має істотний вплив на популярність лауреатів та поширення їхніх творів.
Премію з 1995 року по 1999 рік присуджували щорічно у трьох номінаціях — художня література, дитяча і юнацька література, а також документальна проза. Два незалежних журі, кожне з яких складається з п'яти експертів, щороку в кожній категорії номінують п'ять книг в шорт-лист. З 2000 року присуджують також премію читацьких симпатій (нід. De Gouden Uil Prijs van de Lezer), що замінила номінацію художньої прози. Читачі можуть голосувати через Інтернет, а також за допомогою формулярів, опублікованих у ряді журналів. З 2009 року присуджують премію читацьких симпатій в галузі дитячої і юнацької літератури. Двічі — у 2001 та 2003 роках — премія в галузі художньої літератури і премія читацьких симпатій були присуджені за один і той самий твір.
Лауреати премії в категоріях художньої та дитячої та юнацької літератури отримують грошову винагороду в сумі 25 тисяч євро і приз, виконаний за проєктом бельгійського скульптора Евера Меулена. Фіналісти отримують винагороду в сумі 1500 євро. Премію заснували бельгійська мережа книжкових магазинів Standaard Boekhandel, журналом HUMO, телеканал Canvas і радіостанція Radio 1.
З січня 2006 року премію вручає в Антверпені особисто бургомістр (з 2006 року Патрик Янсенс). Церемонію вручення транслює у прямому ефірі телеканал Canvas.

## Лауреати

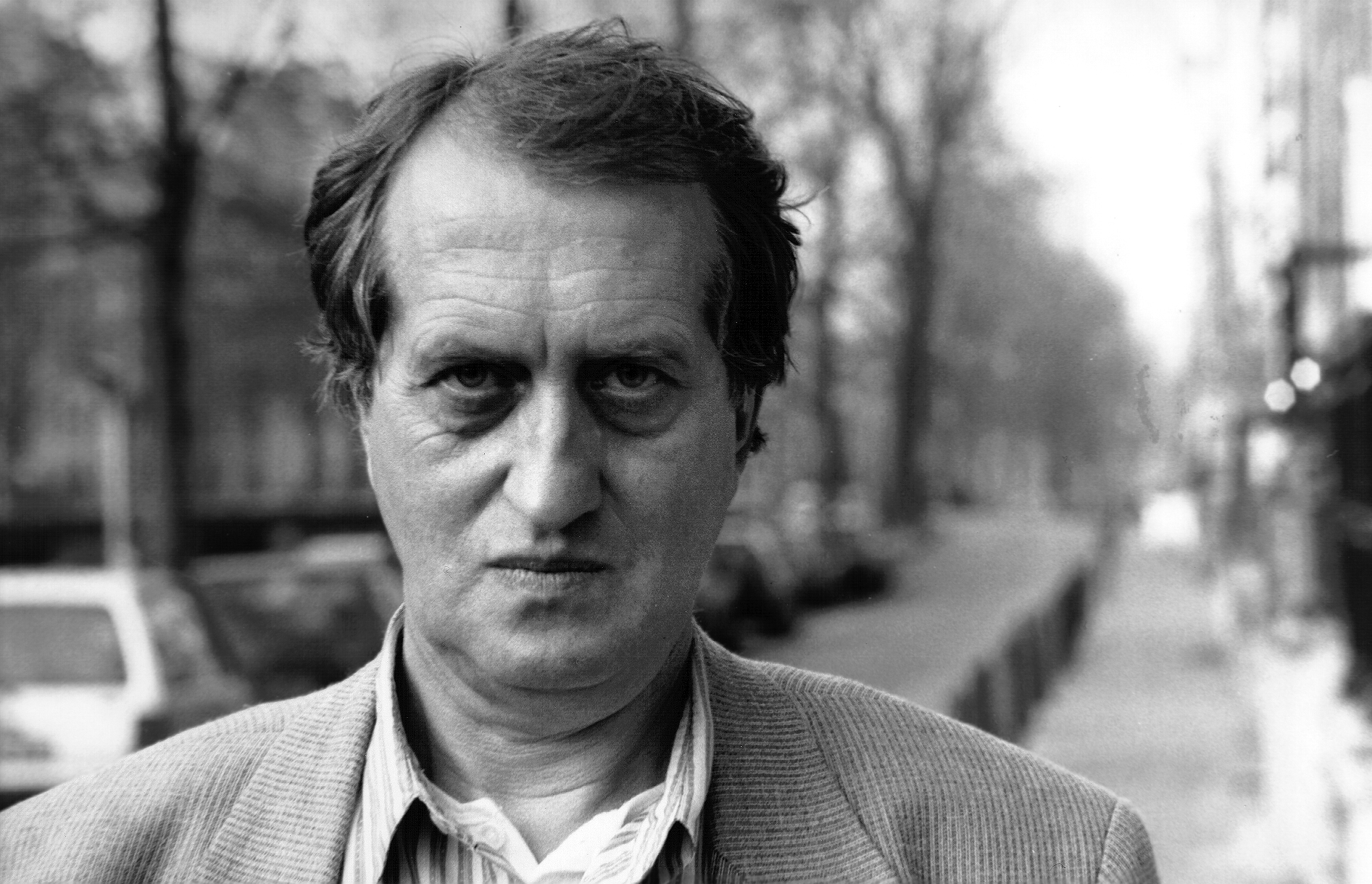
Герріт Комрей

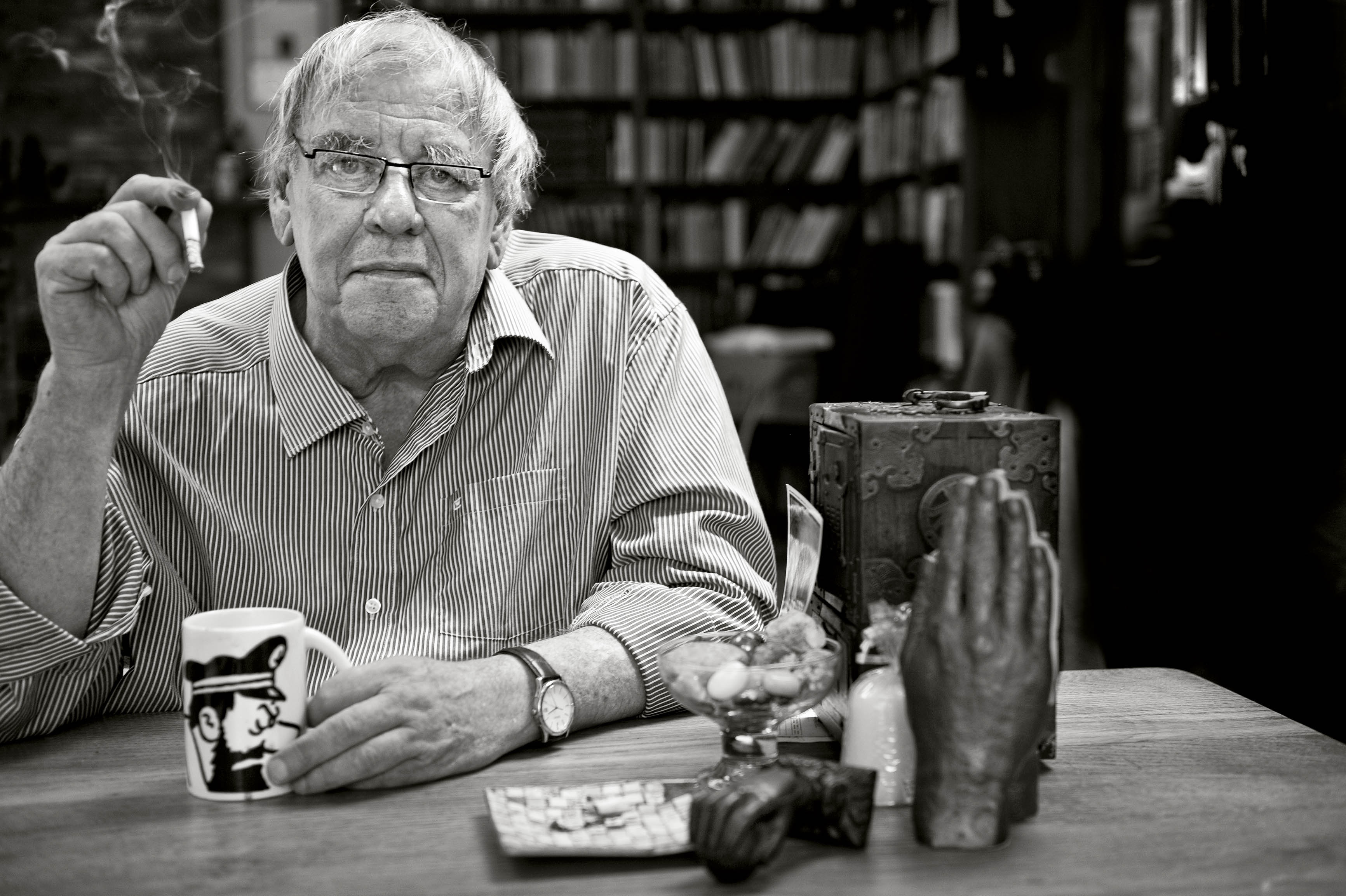
Єрун Брауверс

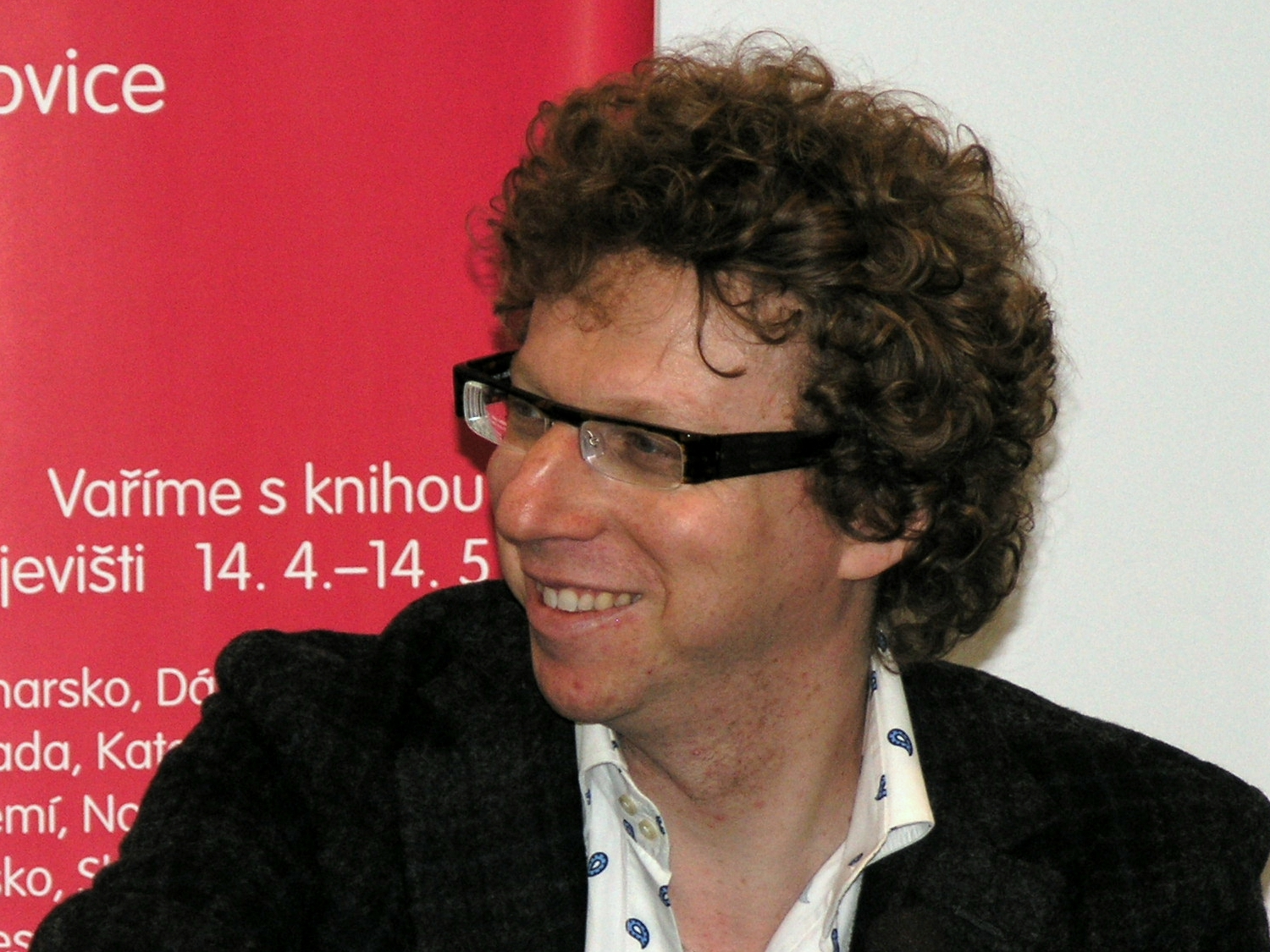
Арнон Грюнберг

### 1995
- Художня література: Адріан ван Діс[en] — Indische Duinen
- Дитяча і юнацька література: Анне Провост[en] — Vallen
- Документальна проза: Єрун Брауверс — Vlaamse Leeuwen

### 1996
- Художня література: Гідо ван Хевлендонк[nl] — Paarden Zijn Ook Varkens
- Дитяча і юнацька література: Антон Кінтана[en] — Het Boek van Bod Pa
- Документальна проза: Йоріс ван Парейс — Frans Masereel, een biografie

### 1997
- Художня література: Адріанус Францискус Теодорус ван дер Гейден[ru] — Het Hof van Barmartigheid & Onder het Plaveisel het Moeras
- Дитяча і юнацька література: Йоке ван Леувен — Iep!
- Документальна проза: Элсбет Етті — Liefde is Heel het leven

### 1998
- Художня література: Марсель Мьорінг[nl] — In Babylon
- Дитяча і юнацька література: Петер ван Ґестел[en] — Mariken
- Документальна проза: Леонард Блюссе[nl] — Bitters Bruid

### 1999
- Художня література: Ґертен Мейзінґ[nl] — Tussen Mes en Keel
- Дитяча і юнацька література: Рита Версхюр[nl] — Jubeltenen
- Документальна проза: Герріт Комрей — In Liefde Bloeyende

### 2000
- Художня література: Петер Вергелст[nl] — Tongkat
- Дитяча і юнацька література: Тоон Теллеґен[nl] — De Genezing van de Krekel
- Премія читацьких симпатій: Том Лануа — Zwarte Tranen

### 2001
- Художня література: Єрун Брауверс — Geheime Kamers
- Дитяча і юнацька література: Барт Муєрт[nl], Ґерда Дендовен[nl], Філіп Брал — Luna van de boom
- Премія читацьких симпатій: Єрун Брауверс — Geheime Kamers

### 2002
- Художня література: Арнон Грюнберг — De Mensheid Zij Geprezen
- Дитяча і юнацька література: Бас Гарінґ[nl] — Kaas & de evolutietheorie
- Премія читацьких симпатій: Петер Вергелст — Memoires van een Luipaard

### 2003
- Художня література: Том Лануа — Boze Tongen
- Дитяча і юнацька література: Флортьє Звігтман[nl] — Wolfsroedel
- Премія читацьких симпатій: Том Лануа — Boze Tongen

### 2004
- Художня література: Хафід Буазза[ru] — Paravion
- Дитяча і юнацька література: Марта Гесен[nl] — Toen Faas niet thuiskwam
- Премія читацьких симпатій: Кріс де Стоп[nl] — Zij kwamen uit het Oosten

### 2005
- Художня література: Франк Вестерман[nl] — El Negro en ik
- Дитяча і юнацька література: Гюс Кейєр — Het boek van alle dingen
- Премія читацьких симпатій: Патрісія де Мартелере[nl] — Het onverwachte antwoord

### 2006
- Художня література: Генк ван Вурден[nl] — Ultramarijn
- Дитяча і юнацька література: Флортьє Звігтман — Schijnbewegingen
- Премія читацьких симпатій: Стефан Брейс — De engelenmaker

### 2007
- Художня література: Арнон Грюнберг — Tirza
- Дитяча і юнацька література: Марьйолейн Гоф[nl] — Een kleine kans
- Премія читацьких симпатій: Дімітрі Вергюлст — De helaasheid der dingen

### 2008
- Художня література: Марк Реуґебрінк[nl] — Het Grote Uitstel
- Дитяча і юнацька література: Сабін Клемент[nl], Міке Версейп[nl], Пітер Гаудесабос[nl] — Linus
- Премія читацьких симпатій: Єрун Брауверс — Datumloze dagen

### 2010
- Художня література: Кеес Ноотебоом — 's Nachts komen de vossen
- Дитяча і юнацька література: Дітте Мерль — Wild Verliefd
- Премія читацьких симпатій: Том Лануа — Sprakeloos
- Премія читацьких симпатій у галузі дитячої та юнацької літератури: Маріта де Стерк[nl] — De hondeneters

### 2012
- Художня література: Давид Пефко[nl] — Het voorseizoen
- Премія читацьких симпатій: Стефан Ентер[nl] — Grip

### 2013
- Художня література: Оек де Йонг[nl] - Pier en oceaan
- Премія читацьких симпатій: Томмі Вірінга[nl] - Dit zijn de namen

### 2014
- Художня література[1]: Юст де Вріс (Joost de Vries) - De republiek
- Премія читацьких симпатій: Стефан Гертманс - Oorlog en terpentijn

### 2015
- Художня література: Марк Шейверс[nl] - Orgelman
- Премія читацьких симпатій: Нінья Вейєрс[nl] - De consequenties

### 2016
- Художня література: Агар Пеєтерс[nl] - Malva
- Премія читацьких симпатій: Пітер Франс Томес[nl] - De Onderwaterzwemmer

### 2017
- Художня література та премія читацьких симпатій: Єроен Оліслагерс[nl] - WIL